# Alberto Gaitero
Alberto Gaitero Martín (3 luglio 1996) è un judoka spagnolo.
Ha rappresentato la Spagna ai Giochi olimpici estivi di Tokyo 2020. Ha vinto la medaglia di bronzo europei di Lisbona 2021 e quella d'argento ai Giochi del Mediterraneo di Tarragona 2018.

## Palmarès
- Europei

Lisbona 2021: bronzo nei 66 kg;
- Giochi del Mediterraneo

Tarragona 2018: argento nei 66 kg;